# Une question d'honneur (roman)
Pour les articles homonymes, voir Une question d'honneur.
 (avril 2017).
Si vous disposez d'ouvrages ou d'articles de référence ou si vous connaissez des sites web de qualité traitant du thème abordé ici, merci de compléter l'article en donnant les références utiles à sa vérifiabilité et en les liant à la section « Notes et références ».
Une question d'honneur (Role of Honour) est le quatrième roman de la série James Bond écrit par John Gardner et publié pour la première fois en 1984.

## Résumé
Après avoir reçu un gros héritage, James Bond 007 est accusé d'irrégularités et expulsé des services secrets britanniques. Dégoûté de ses anciens employeurs, Bond met ses services sur le marché libre, où il attire plus tard, l'attention des représentants du SPECTRE (qu'il n'apprend seulement vers la fin du roman), qui sont tout à fait prêts à mettre leur ennemi d'un temps sur leur masse salariale. Mais le tout était un canular, juste un plan pour que Bond infiltre l'organisation ennemie.
Avant de se mettre en place, Bond passe un mois à Monte-Carlo avec Miss Percy Proud, une agent de la CIA qui lui enseigne tout ce qu'elle sait au sujet de langages de programmation et de l'informatique en général. Ce contexte permet à Bond d'attirer Jay Autem Holy, un agent du SPECTRE qui a quitté le Pentagone, simulé sa mort, et plus tard commencé une entreprise de jeux informatiques qui crée des simulations basées de vraies batailles et de guerres.
L'allégeance de Bond au SPECTRE est périodiquement remise en question tout au long du roman, même si, à un moment donné, Bond est envoyé de force dans un camp d'entraînement terroriste (connu sous le nom d'Erewhon) pour voir s'il a le droit des choses. Prouvant sa valeur, Bond est impliqué dans un complot visant à déstabiliser l'Union soviétique et les États-Unis, en les forçant à débarrasser le monde de leurs armes nucléaires.
Les dirigeants du SPECTRE Tamil Rahani et le Dr Jay Autem Holy commencent à le suspecter, mais sans jamais pleinement réaliser que la démission de Bond est fausse. Avec Bond, les Services Secrets jouent un rôle vital pour déjouer le SPECTRE, mais Rahani, l'actuel chef du SPECTRE est en mesure d'échapper à Bond et finit par sauter en parachute d'un dirigeable sur la Suisse. Le roman Nobody Lives For Ever est la suite de l'histoire.

## Protagonistes
- James Bond : il quitte le MI6 à la suite d'une affaire infondée d'irrégularités à propos d'un héritage, afin d'infiltrer le SPECTRE. Dans cette opus son arme est un ASP et il conduit une bentley mulsanne turbo.
- M : il a mis au point un plan pour déjouer ceux du SPECTRE, en laissant Bond l'infiltrer.
- Major Boothroyd : toujours dans son rôle habituel, à savoir la fourniture de gadgets vitaux à Bond.
- Bill Tanner : le chef de l'état major de M.
- Percy Proud : de son vrai prénom Perséphone, elle était mariée à Jay Autem Holy, qui se faisait passer pour mort. C'est une agent de la CIA qui fait équipe avec Bond et lui enseigne tout ce qu'il doit savoir sur l'informatique et aussi son mari.
- Jay Autem Holy : ancien membre du Pentagone qui a simulé sa mort dans un accident d'avion afin de rejoindre clandestinement le SPECTRE sous le nom de Jason St John Finnes. Autrefois programmeur pour les États-Unis, il gère actuellement sous son faux nom une entreprise de jeux informatiques de guerre basés sur de vrais conflits armés. Après sa fausse mort, il s'est marié à Dazzle et finira tué par Rahani pour trahison.
- Tamil Rahani : américano-libanais, c'est le troisième chef du SPECTRE après Ernst Stavro Blofeld et sa fille Nena, décédés. Pour cacher sa véritable profession, il utilise une couverture de gérant des Rahani Electronics. Il gère le camp d'Erewhon avec Simon, son bras droit. Contrairement aux autres ennemis littéraires de Bond, Rahani vit actuellement et parvient à s'enfuir (Blofeld père aura fuit deux fois 007 avant que ce dernier ne le tue). Bond finira par apprendre qu'il avait une liaison avec Dazzle, seconde femme de son acolyte Holy.
- Freddie Fortune : informateur utilisé par Bond pour se rapprocher d'Holy.
- Cindy Chalmer : programmeuse travaillant pour Holy à Endor. Elle est de connivence avec Proud et un informateur de la CIA.
- Peter Amadeus : collègue de Chalmer. S'échappe plus tard avec l'aide de Bond et est utilisé pour les intérêts du SPECTRE. Il deviendra ensuite programmeur pour les Services Secrets.
- Joe Zwingli